# Rhododendron trilectorum
Rhododendron trilectorum är en ljungväxtart som beskrevs av John Macqueen Cowan. Rhododendron trilectorum ingår i släktet rododendron, och familjen ljungväxter. Inga underarter finns listade i Catalogue of Life.